# Drużynowe mistrzostwa świata młodzieży w brydżu sportowym
Drużynowe mistrzostwa świata młodzieży w brydżu sportowym (World Youth Team Championships) – mistrzostwa świata w brydżu sportowym w kategoriach juniorów, młodzieży szkolnej oraz dziewcząt.
W formacie zbliżonym do Bermuda Bowl, drużynowe mistrzostwa świata młodzieży w brydżu sportowym są najważniejszymi zawodami młodzieżowymi. Zawodnicy do 26 roku życia (Juniorzy) rozgrywają je co dwa lata od roku 1987. Początkowo były rozgrywane w latach nieparzystych a od roku 2006 w latach parzystych.
Zawody dla zawodników do 21 roku życia (Młodzież szkolna) rozgrywane są od roku 2003. W roku 2010, na 13 mistrzostwach w Filadelfii (USA), włączono konkurencję Dziewcząt. Na 15 mistrzostwach w Stambule (Turcja) włączono konkurencję Dzieci której uczestnicy 1 stycznia roku rozgrywania zawodów nie mogą mieć skończonych 15 lat.
Polskie zespoły po raz pierwszy wystąpiły na 9. Drużynowych Mistrzostwach Świata Młodzieży w Paryżu w roku 2003, gdzie Juniorzy zdobyli 4. miejsce, a Młodzież Szkolna w swoim debiucie zdobyła złoty medal. Również Dziewczęta z Polski w debiucie w roku 2010 w Filadelfii zdobyły złoty medal.
W sumie Polskie zespoły na Drużynowych Mistrzostwach Świata Młodzieży zdobyły 3 złote, 2 srebrne i 1 brązowy medal (stan na 23 lipca 2012).

## Formuła zawodów
Zawody odbywają się zgodnie z regulaminami opracowanymi przez WBF. Praktycznie w każdej edycji regulamin ten jest uszczegóławiany. Aktualny (na rok 2014) regulamin zawiera następujące główne punkty:
- Zawody odbywają się w czterech kategoriach:
  - Juniorów (National Junior Teams Jaime Ortiz‐Patiño Trophy),
  - Młodzieży Szkolnej (National Youngsters Teams José Damiani Cup),
  - Dziewcząt (National Girls Teams Gianarrigo Rona Cup) oraz
  - Dzieci (Koç University Trophy);
- Do zawodów są kwalifikowane zespoły z poszczególnych stref. W sumie 22 zespoły Juniorów, 16 Młodzieży Szkolnej (po 6 zespołów ze strefy europejskiej) oraz 13 Dziewcząt (4 zespoły ze strefy Europejskiej). Zostało również zaproszonych 7 drużyn dziecięcych;
- W każdej kategorii zawody odbywają się w dwóch etapach. W pierwszym etapie – faza eliminacyjna – drużyny grają spotkania ze wszystkimi przeciwnikami. W drugim etapie – w fazie pucharowej – przegrywający odpada;
- W fazie eliminacyjnej we wszystkich kategoriach gra się mecze 16 rozdaniowe. Uzyskane punkty IMP tych rozdań z jednej strony są przeliczane na VP w skali 0–20 i mają znaczenie dla określenie pozycji drużyn po zakończeniu tej fazy, a z drugiej strony wyniki poszczególnych rozdań fazy eliminacyjnej przenoszą się do fazy pucharowej;
- W fazie eliminacyjnej w kategoriach Juniorów i Młodzieży Szkolnej zespoły spotykają się jeden raz. 8 najlepszych zespołów tych kategorii przychodzi do fazy pucharowej – do ćwierćfinałów;
- W kategorii Dziewcząt w fazie eliminacyjnej zespoły rozgrywają dwie rundy (A i B). 4 najlepsze zespoły po tej fazie przechodzą do fazy pucharowej – do półfinałów;
- Dobór par w fazie ćwierćfinałowej odbywa się według następujących kroków:
  - Drużyna, która zdobyła miejsce 1, może wybrać sobie dowolnego przeciwnika z pozycji 5..8,
  - Drużyna z 2. miejsca może sobie wybrać dowolnego z 3 pozostałych przeciwników z pozycji 5..8,
  - Drużyna z 3. miejsca może sobie wybrać jednego z 2 pozostałych przeciwników z pozycji 5..8;
- W przypadku półfinałów kroki wyboru są podobne do opisanych powyżej kroków wyboru dla ćwierćfinałów, ale wstępnie jest postawiony warunek:
  - Jeśli w półfinale spotkają się dwie drużyny z tego samego kraju (dotyczy USA), to wówczas te drużyny muszą zagrać razem w półfinałach;
- Drużyny, które przegrały mecz w półfinale rozgrywają mecz o 3. miejsce;
- Ćwierćfinały i półfinały są rozgrywane w 4 sesjach po 14 rozdań (w sumie 56 rozdań);
- Mecz o 3. miejsce składa się z 3 sesji po 16 rozdań (48 rozdań);
- Finał składa się z 5 sesji po 16 rozdań (80 rozdań);
- W każdym przypadku do wyników w fazie pucharowej między drużynami przenoszony jest wynik z fazy eliminacyjnej w wysokości różnicy między punktami IMP mnożonej przez:
  - ½ – gdy drużyna, która wygrała bezpośrednie spotkanie, była na wyższej pozycji po fazie eliminacyjnej, lub
  - ⅓ – gdy drużyna, która wygrała bezpośrednie spotkanie, była na niższej pozycji po fazie eliminacyjnej.

## Podsumowanie medalowe
Poniższa tabela pokazuje zdobycze medalowe poszczególnych krajów zarówno w poszczególnych kategoriach jak i w sumie dla wszystkich kategorii młodzieżowych.
Uwaga: Zawodnicy Wielkiej Brytanii czasami występują jako Anglia.
Po najechaniu kursorem nad liczbę medali wyświetli się wykaz zawodów (Jn – Juniorzy, Sn – Młodzież Szkolna, Dn – Dziewczęta), na których te medale zostały zdobyte. Naciskając strzałkę w kolumnie ze złotymi medalami można uporządkować listę według zdobyczy medalowych dowolnej kategorii.
| Podsumowanie medalowe (Stan na 23 sierpnia 2014) | Podsumowanie medalowe (Stan na 23 sierpnia 2014) | Podsumowanie medalowe (Stan na 23 sierpnia 2014) | Podsumowanie medalowe (Stan na 23 sierpnia 2014) | Podsumowanie medalowe (Stan na 23 sierpnia 2014) | Podsumowanie medalowe (Stan na 23 sierpnia 2014) | Podsumowanie medalowe (Stan na 23 sierpnia 2014) | Podsumowanie medalowe (Stan na 23 sierpnia 2014) | Podsumowanie medalowe (Stan na 23 sierpnia 2014) | Podsumowanie medalowe (Stan na 23 sierpnia 2014) | Podsumowanie medalowe (Stan na 23 sierpnia 2014) | Podsumowanie medalowe (Stan na 23 sierpnia 2014) | Podsumowanie medalowe (Stan na 23 sierpnia 2014) | Podsumowanie medalowe (Stan na 23 sierpnia 2014) | Podsumowanie medalowe (Stan na 23 sierpnia 2014) | Podsumowanie medalowe (Stan na 23 sierpnia 2014) |
| Kategoria                                        | Kategoria                                        | Juniorzy                                         | Juniorzy                                         | Juniorzy                                         | Młodzież Szkolna                                 | Młodzież Szkolna                                 | Młodzież Szkolna                                 | Dziewczęta                                       | Dziewczęta                                       | Dziewczęta                                       | Razem                                            | Razem                                            | Razem                                            | Kategoria                                        | Kategoria                                        |
| F                                                | Kraj                                             | Z                                                | S                                                | B                                                | Z                                                | S                                                | B                                                | Z                                                | S                                                | B                                                | Z                                                | S                                                | B                                                | F                                                | Kraj                                             |
| ------------------------------------------------ | ------------------------------------------------ | ------------------------------------------------ | ------------------------------------------------ | ------------------------------------------------ | ------------------------------------------------ | ------------------------------------------------ | ------------------------------------------------ | ------------------------------------------------ | ------------------------------------------------ | ------------------------------------------------ | ------------------------------------------------ | ------------------------------------------------ | ------------------------------------------------ | ------------------------------------------------ | ------------------------------------------------ |
| Anglia                                           | Anglia                                           | _00_00_00_Anglia                                 |                                                  |                                                  | _00_02_00_Anglia                                 | 2                                                |                                                  | _00_00_00_Anglia                                 |                                                  |                                                  | _00_02_00_Anglia                                 | 2                                                |                                                  | Anglia                                           | Anglia                                           |
| Argentyna                                        | Argentyna                                        | _00_01_00_Argentyna                              | 1                                                |                                                  | _00_00_00_Argentyna                              |                                                  |                                                  | _00_00_00_Argentyna                              |                                                  |                                                  | _00_01_00_Argentyna                              | 1                                                |                                                  | Argentyna                                        | Argentyna                                        |
| Australia                                        | Australia                                        | _00_00_01_Australia                              |                                                  | 1                                                | _00_00_00_Australia                              |                                                  |                                                  | _00_00_00_Australia                              |                                                  |                                                  | _00_00_01_Australia                              |                                                  | 1                                                | Australia                                        | Australia                                        |
|                                                  | Chiny                                            | _00_00_02_Chiny                                  |                                                  | 2                                                | _00_00_01_Chiny                                  |                                                  | 1                                                | _00_01_01_Chiny                                  | 1                                                | 1                                                | _00_01_04_Chiny                                  | 1                                                | 4                                                |                                                  | Chiny                                            |
| Dania                                            | Dania                                            | 2                                                | 1                                                | 3                                                | _00_00_00_Dania                                  |                                                  |                                                  | _00_00_00_Dania                                  |                                                  |                                                  | 2                                                | 1                                                | 3                                                | Dania                                            | Dania                                            |
| Francja                                          | Francja                                          | _00_02_01_Francja                                | 2                                                | 1                                                | 1                                                |                                                  | 1                                                | 1                                                | 1                                                |                                                  | 2                                                | 3                                                | 2                                                | Francja                                          | Francja                                          |
| Holandia                                         | Holandia                                         | 2                                                | 1                                                |                                                  | _00_00_01_Holandia                               |                                                  | 1                                                | _00_01_00_Holandia                               | 1                                                |                                                  | 2                                                | 2                                                | 1                                                | Holandia                                         | Holandia                                         |
| Izrael                                           | Izrael                                           | 1                                                | 2                                                |                                                  | 1                                                | 1                                                |                                                  | _00_00_00_Izrael                                 |                                                  |                                                  | 2                                                | 3                                                |                                                  | Izrael                                           | Izrael                                           |
| Kanada                                           | Kanada                                           | _00_01_01_Kanada                                 | 1                                                | 1                                                | _00_00_00_Kanada                                 |                                                  |                                                  | _00_00_00_Kanada                                 |                                                  |                                                  | _00_01_01_Kanada                                 | 1                                                | 1                                                | Kanada                                           | Kanada                                           |
| Niemcy                                           | Niemcy                                           | 1                                                |                                                  |                                                  | _00_00_00_Niemcy                                 |                                                  |                                                  | _00_00_00_Niemcy                                 |                                                  |                                                  | 1                                                |                                                  |                                                  | Niemcy                                           | Niemcy                                           |
| Norwegia                                         | Norwegia                                         | 1                                                | 2                                                | 1                                                | _00_00_02_Norwegia                               |                                                  | 2                                                | _00_00_00_Norwegia                               |                                                  |                                                  | 1                                                | 2                                                | 3                                                | Norwegia                                         | Norwegia                                         |
| Nowa Zelandia                                    | Nowa Zelandia                                    | _00_01_00_Nowa_Zelandia                          | 1                                                |                                                  | _00_00_00_Nowa_Zelandia                          |                                                  |                                                  | _00_00_00_Nowa_Zelandia                          |                                                  |                                                  | _00_01_00_Nowa_Zelandia                          | 1                                                |                                                  | Nowa Zelandia                                    | Nowa Zelandia                                    |
| Łotwa                                            | Łotwa                                            | _00_00_00_Łotwa                                  |                                                  |                                                  | _00_01_00_Łotwa                                  | 1                                                |                                                  | _00_00_00_Łotwa                                  |                                                  |                                                  | _00_01_00_Łotwa                                  | 1                                                |                                                  | Łotwa                                            | Łotwa                                            |
| Polska                                           | Polska                                           | _00_02_01_Polska                                 | 2                                                | 1                                                | 3                                                |                                                  | 1                                                | 2                                                |                                                  |                                                  | 5                                                | 2                                                | 2                                                | Polska                                           | Polska                                           |
| Rosja                                            | Rosja                                            | _00_00_01_Rosja                                  |                                                  | 1                                                | _00_00_00_Rosja                                  |                                                  |                                                  | _00_00_00_Rosja                                  |                                                  |                                                  | _00_00_01_Rosja                                  |                                                  | 1                                                | Rosja                                            | Rosja                                            |
| Singapur                                         | Singapur                                         | _00_00_01_Singapur                               |                                                  | 1                                                | _00_00_00_Singapur                               |                                                  |                                                  | _00_00_00_Singapur                               |                                                  |                                                  | _00_00_01_Singapur                               |                                                  | 1                                                | Singapur                                         | Singapur                                         |
| Szwecja                                          | Szwecja                                          | _00_00_00_x                                      |                                                  |                                                  | 1                                                |                                                  |                                                  | _00_00_00_x                                      |                                                  |                                                  | 1                                                |                                                  |                                                  | Szwecja                                          | Szwecja                                          |
| Wielka Brytania                                  | Wielka Brytania                                  | 2                                                |                                                  |                                                  | _00_00_00_Wielka_Brytania                        |                                                  |                                                  | _00_00_00_Wielka_Brytania                        |                                                  |                                                  | 2                                                |                                                  |                                                  | Wielka Brytania                                  | Wielka Brytania                                  |
| Stany Zjednoczone                                | USA                                              | 4                                                | 1                                                | 3                                                | _00_02_00_USA                                    | 2                                                |                                                  | _00_00_00_USA                                    |                                                  |                                                  | 4                                                | 3                                                | 3                                                | Stany Zjednoczone                                | USA                                              |
| Włochy                                           | Włochy                                           | 2                                                | 1                                                |                                                  | _00_00_00_Włochy                                 |                                                  |                                                  | _00_00_02_Włochy                                 |                                                  | 2                                                | 2                                                | 1                                                | 2                                                | Włochy                                           | Włochy                                           |
| Razem                                            | Razem                                            | 15                                               | 15                                               | 15                                               | 6                                                | 6                                                | 6                                                | 3                                                | 3                                                | 3                                                | 24                                               | 24                                               | 24                                               | Razem                                            | Razem                                            |

## Kategoria Juniorów
| Kategoria Juniorów. Miejsca medalowe i pozycje polskich drużyn | Kategoria Juniorów. Miejsca medalowe i pozycje polskich drużyn | Kategoria Juniorów. Miejsca medalowe i pozycje polskich drużyn                                                             |
| Lp                                                             | Miejsce                                                        | Zespół i skład |
| -------------------------------------------------------------- | -------------------------------------------------------------- | --- |
| 15: 22 zespoły                                                 | 2014, 13 do 23 sierpnia, Stambuł, (Turcja)                     | 2014, 13 do 23 sierpnia, Stambuł, (Turcja)                                                                                 |
| 15: 22 zespoły                                                 | 1                                                              | Norwegia Harald Eide, Mats Eide, Kristian Ellingsen, Tor Eivind Grude, Kristoffer Hegge                                    |
| 15: 22 zespoły                                                 | 2                                                              | Holandia Tobias Polak, Joris van Lankveld, Tom van Overbeeke, Ernst Wackwitz, Chris Westerbeek, Ricardo Westerbeek         |
| 15: 22 zespoły                                                 | 3                                                              | Polska Maciej Bielawski, Paweł Jassem, Michał Klukowski, Sławomir Niajko, Piotr Tuczyński, Jakub Wojcieszek                |
| 14: 20 zespołów                                                | 2012, 25 lipca do 4 sierpnia, Taicang, (Chiny)                 | 2012, 25 lipca do 4 sierpnia, Taicang, (Chiny)                                                                             |
| 14: 20 zespołów                                                | 1                                                              | Holandia Berend van ven Bos, Aarnout Helmich, Gerbrand Hop, Joris van Lankveld, Chris Westerbeek                           |
| 14: 20 zespołów                                                | 2                                                              | Izrael Ejal Erez, Lotan Fiszer, Gal Gerstner, Moshe Meyuchas, Deror Padon, Lee Rosenthal                                   |
| 14: 20 zespołów                                                | 3                                                              | Chiny Chen Yichao, Hu Junjie, Jiang Yujie, Lu Kai, Shao Yinpei, Shen Jianqiu                                               |
| 13: 17 zespołów                                                | 2010, 1 do 16 października, Filadelfia, (USA)                  | 2010, 1 do 16 października, Filadelfia, (USA)                                                                              |
| 13: 17 zespołów                                                | 1                                                              | Izrael Eliran Argelazi, Allon Birman, Lotan Fiszer, Ron Schwartz, Bar Tarnovski                                            |
| 13: 17 zespołów                                                | 2                                                              | Francja Thomas Bessis, Christophe Grosset, Nicolas Lhuissier, Cédric Lorenzini, Quentin Robert, Frederic Volcker           |
| 13: 17 zespołów                                                | 3                                                              | Chiny Chen Yichao, Hu Junjie, Lin Zisu, Liu Yinghao, Shao Yinpei, Zhuo Di                                                  |
| 12: 18 zespołów                                                | 2008, 2 do 18 października, Pekin, (Chiny)                     | 2008, 2 do 18 października, Pekin, (Chiny)                                                                                 |
| 12: 18 zespołów                                                | 1                                                              | Dania Dennis Bilde, Anne-Sofie Houlberg, Jonas Houmoller, Emil Jepsen, Lars Kirkegaard Nielsen, Martin Schaltz             |
| 12: 18 zespołów                                                | 2                                                              | Polska Piotr Nawrocki, Michał Nowosadzki, Przemysław Piotrowski, Jan Sikora, Artur Wasiak, Artur Wasiak, Piotr Wiankowski  |
| 12: 18 zespołów                                                | 3                                                              | Norwegia Erik Berg, Ivar Berg, Petter Eide, Espen Lindqvist, Allan Livgard, Tor Ove Reistad                                |
| 11: 18 zespołów                                                | 2006, 29 lipca do 8 sierpnia, Bangkok, (Tajlandia)             | 2006, 29 lipca do 8 sierpnia, Bangkok, (Tajlandia)                                                                         |
| 11: 18 zespołów                                                | 1                                                              | USA 1 Joshua Donn, Jason Feldman, Ari David Greenberg Jr., Joe Grue, John Kranyak, Justin Lall                             |
| 11: 18 zespołów                                                | 2                                                              | Włochy Andrea Boldrini, Stelio Di Bello, Francesco Ferrari, Fabio Lo Presti, Alberto Sangiorgio, Matteo Sbarigia           |
| 11: 18 zespołów                                                | 3                                                              | Singapur Alex Loh, Choon Chou Loo, Kelvin Ng, Hua Poon, Fabian Tan, Li Yu Tan                                              |
| 11: 18 zespołów                                                | 4                                                              | Polska Konrad Araszkiewicz, Krzysztof Buras, Jacek Kalita, Krzysztof Kotorowicz, Piotr Nawrocki, Jan Sikora                |
| 10: 18 zespołów                                                | 2005, 7 do 17 sierpnia, Sydney, (Australia)                    | 2005, 7 do 17 sierpnia, Sydney, (Australia)                                                                                |
| 10: 18 zespołów                                                | 1                                                              | USA 1 Ari David Greenberg Jr., Joe Grue, John Hurd, John Kranyak, Justin Lall, Joel Wooldridge                             |
| 10: 18 zespołów                                                | 2                                                              | Polska Konrad Araszkiewicz, Krzysztof Buras, Jacek Kalita, Krzysztof Kotorowicz, Piotr Mądry, Wojciech Strzemecki          |
| 10: 18 zespołów                                                | 3                                                              | Kanada Tim Capes, Vincent Demuy, David Grainger, Charles Halasi, Daniel Lavee, Gavin Wolpert                               |
| 9: 16 zespołów                                                 | 2003, 19 do 28 sierpnia, Paryż, (Francja)                      | 2003, 19 do 28 sierpnia, Paryż, (Francja)                                                                                  |
| 9: 16 zespołów                                                 | 1                                                              | Włochy Furio Di Bello, Stelio Di Bello, Ruggiero Guariglia, Fabio Lo Presti, Francesco Mazzadi, Stefano Uccello            |
| 9: 16 zespołów                                                 | 2                                                              | Dania Kare Gjaldbaek, Boje Henriksen, Bjorg Houmoller, Jonas Houmoller, Andreas Marquardsen, Martin Schaltz                |
| 9: 16 zespołów                                                 | 3                                                              | USA 2 Kevin Bathurst, Joe Grue, John Hurd, John Kranyak, Kent Mignocchi, Joel Wooldridge                                   |
| 9: 16 zespołów                                                 | 4                                                              | Polska Krzysztof Buras, Jacek Kalita, Jakub Kotorowicz, Krzysztof Kotorowicz, Piotr Lutostański, Jan Sikora                |
| 8: 17 zespołów                                                 | 2001, 6 do 15 sierpnia, Mangaratiba, (Brazylia)                | 2001, 6 do 15 sierpnia, Mangaratiba, (Brazylia)                                                                            |
| 8: 17 zespołów                                                 | 1                                                              | USA 1 Brad Campbell, Joe Grue, John Hurd, John Kranyak, Kent Mignocchi, Joel Wooldridge                                    |
| 8: 17 zespołów                                                 | 2                                                              | Izrael Asaf Amit, Jinnon Liran, Yossi Roll, Ran Schneider, Yaniv Vax, Aran Warszawski                                      |
| 8: 17 zespołów                                                 | 3                                                              | Dania Michael Askgaard, Gregers Bjarnarson, Kare Gjaldbaek, Jonas Houmoller, Andreas Marquardsen, Martin Schaltz           |
| 7: 16 zespołów                                                 | 1999, 9 do 18 sierpnia, Fort Lauderdale, FL, (USA)             | 1999, 9 do 18 sierpnia, Fort Lauderdale, FL, (USA)                                                                         |
| 7: 16 zespołów                                                 | 1                                                              | Włochy Mario D'Avossa, Bernardo Biondo, Furio Di Bello, Stelio Di Bello, Riccardo Intonti, Matteo Mallardi                 |
| 7: 16 zespołów                                                 | 2                                                              | USA 2 Tom Carmichael, Eric Greco, Chris Wiegand, David Wiegand, Chris Willenken, Joel Wooldridge                           |
| 7: 16 zespołów                                                 | 3                                                              | Dania Gregers Bjarnarson, Anders Hagen, Kasper Konow, Mik Kristensen, Morten Lund Madsen, Mikkel Bensby Nohr               |
| 6: 18 zespołów                                                 | 1997, 4 do 13 sierpnia, Hamilton, Ontario, (Kanada)            | 1997, 4 do 13 sierpnia, Hamilton, Ontario, (Kanada)                                                                        |
| 6: 18 zespołów                                                 | 1                                                              | Dania Freddi Brondum, Mik Kristensen, Lars Lund Madsen, Morten Lund Madsen, Mikkel Bensby Nohr                             |
| 6: 18 zespołów                                                 | 2                                                              | Norwegia Boye Brogeland, Thomas Charlsen, Espen Erichsen, Christer Kristoffersen, Bjorn Morten Mathisen, Oyvind Saur       |
| 6: 18 zespołów                                                 | 3                                                              | Rosja Arsienij Szur, Jurij Chiuppenen, Jurij Chochłow, Dmitrij Łobow, Aleksandr Pietrunin, Boris Sazonow                   |
| 5: 12 zespołów                                                 | 1995, 8 do 17 lipca, Bali, (Indonezja)                         | 1995, 8 do 17 lipca, Bali, (Indonezja)                                                                                     |
| 5: 12 zespołów                                                 | 1                                                              | Wielka Brytania Jeffrey Allerton, Danny Davies, Jason Hackett, Justin Hackett, Philip Souter, Tom Townsend                 |
| 5: 12 zespołów                                                 | 2                                                              | Nowa Zelandia David Ackerley, Ashley Bach, Ishmael Delmonte, Nigel Kearney, Charles Ker, Scott Smith                       |
| 5: 12 zespołów                                                 | 3                                                              | Dania Freddi Brondum, Mathias Bruun, Nikolai Kampmann, Lars Lund Madsen, Morten Lund Madsen, Jacob Ron                     |
| 4: 15 zespołów                                                 | 1993, 3 do 12 sierpnia, Arhus, (Dania)                         | 1993, 3 do 12 sierpnia, Arhus, (Dania)                                                                                     |
| 4: 15 zespołów                                                 | 1                                                              | Niemcy Guido Hopfenheit, Marcus Joest, Rolf Kuhn, Frank Pioch, Klaus Reps, Roland Rohowsky                                 |
| 4: 15 zespołów                                                 | 2                                                              | Norwegia Lasse Aaseng, Geir Helgemo, Svein Gunnar Karlberg, Espen Kvam, Jorgen Molberg, Kurt-Ove Thomassen                 |
| 4: 15 zespołów                                                 | 3                                                              | USA 1 Jeff Ferro, Eric Greco, Leonard Holtz, Richard Pavlicek Jr, Kevin Wilson, Debbie Zuckerberg                          |
| 3: 12 zespołów                                                 | 1991, 15 do 22 sierpnia, Ann Arbor, MI, (USA)                  | 1991, 15 do 22 sierpnia, Ann Arbor, MI, (USA)                                                                              |
| 3: 12 zespołów                                                 | 1                                                              | USA 2 John Diamond, Jeff Ferro, Martha Katz, Brian Platnick, Wayne Stuart, Debbie Zuckerberg                               |
| 3: 12 zespołów                                                 | 2                                                              | Kanada Mark Caplan, Fred Gitelman, Bronia Gmach, Geoff Hampson, Mike Roberts, Eric Sutherland                              |
| 3: 12 zespołów                                                 | 3                                                              | Australia Robert Fruewirth, Matthew Mullamphy, Peter Newman, John Spooner, Ben Thompson, Jim Wallis                        |
| 2: 8 zespołów                                                  | 1989, 3 do 11 sierpnia, Nottingham, (Anglia)                   | 1989, 3 do 11 sierpnia, Nottingham, (Anglia)                                                                               |
| 2: 8 zespołów                                                  | 1                                                              | Wielka Brytania John Hobson, Derek Patterson, John Pottage, Andrew Robson, Gerald Tredinnick, Stuart Tredinnick            |
| 2: 8 zespołów                                                  | 2                                                              | Argentyna Alejandro Bianchedi, Marcelo Cloppet, Alexis Pejacsevich, Juan Martin Quitegui, Leonardo Rizzo, Claudio Varela   |
| 2: 8 zespołów                                                  | 3                                                              | Francja Alexis Damamme, Christian Desrousseaux, Pierre-Jean Louchart, Franck Multon, Jean-Christophe Quantin               |
| 1: 5 zespołów                                                  | 1987, 12 do 18 lipca, Amsterdam, (Holandia)                    | 1987, 12 do 18 lipca, Amsterdam, (Holandia)                                                                                |
| 1: 5 zespołów                                                  | 1                                                              | Holandia Wubbo de Boer, Jan Jansma, Enri Leufkens, Marcel Nooijen, Rob van Wel, Berry Westra                               |
| 1: 5 zespołów                                                  | 2                                                              | Francja Bénédicte Cronier, Francois Crozet, Alexis Damamme, Christian Desrousseaux, Franck Multon, Jean-Christophe Quantin |
| 1: 5 zespołów                                                  | 3                                                              | USA Guy Doherty, Jon Heller, Billy Hsieh, Asya Kamsky, Aaron Silverstein                                                   |

## Kategoria Młodzieży szkolnej
| Kategoria Młodzieży Szkolnej. Miejsca medalowe i pozycje polskich drużyn | Kategoria Młodzieży Szkolnej. Miejsca medalowe i pozycje polskich drużyn | Kategoria Młodzieży Szkolnej. Miejsca medalowe i pozycje polskich drużyn                                                 |
| Lp                                                                       | Miejsce                                                                  | Zespół i skład |
| ------------------------------------------------------------------------ | ------------------------------------------------------------------------ | --- |
| 15: 16 zespołów                                                          | 2014, 13 do 23 sierpnia, Stambuł, (Turcja)                               | 2014, 13 do 23 sierpnia, Stambuł, (Turcja)                                                                               |
| 15: 16 zespołów                                                          | 1                                                                        | Szwecja Ida Grönkvist, Mikael Rimstedt, Ola Rimstedt, Johan Säfsten                                                      |
| 15: 16 zespołów                                                          | 2                                                                        | USA 1 Nolan Chang, Christopher Huber, Oren Kriegel, Benjamin Kristensen, Kevin Rosenberg                                 |
| 15: 16 zespołów                                                          | 3                                                                        | Norwegia Christian Bakke, Espen Flått, Joakim Sæther, Marcus Scheie                                                      |
| 15: 16 zespołów                                                          | 5                                                                        | Polska Błażej Krawczyk, Michał Krysa, Przemysław Kurzak, Piotr Marcinowski, Łukasz Pląder, Mateusz Sobczak               |
| 14: 18 zespołów                                                          | 2012, 25 lipca do 4 sierpnia, Taicang, (Chiny)                           | 2012, 25 lipca do 4 sierpnia, Taicang, (Chiny)                                                                           |
| 14: 18 zespołów                                                          | 1                                                                        | Polska Michał Gulczyński, Wojciech Kaźmierczak, Michał Klukowski, Igor Łosiewicz, Andrzej Terszak, Łukasz Witkowski      |
| 14: 18 zespołów                                                          | 2                                                                        | USA 1 Zachary Brescoll, Adam Grossack, Andrew Jeng, Richard Jeng, Adam Kaplan                                            |
| 14: 18 zespołów                                                          | 3                                                                        | Francja Julien Bernard, Ivan Cailliau, Fabrice Charignon, Baptiste Combescure, Gregoire Lafont, Clément Laloubeyre       |
| 13: 16 zespołów                                                          | 2010, 1 do 16 października, Filadelfia, (USA)                            | 2010, 1 do 16 października, Filadelfia, (USA)                                                                            |
| 13: 16 zespołów                                                          | 1                                                                        | Polska Paweł Jassem, Tomasz Maciej Jochymski, Wojciech Kaźmierczak, Mateusz Mroczkowski, Adam Śmieszkoł, Piotr Tuczyński |
| 13: 16 zespołów                                                          | 2                                                                        | Anglia Daniel Mcintosh, Thomas Paske, James Paul, Thomas Rainforth, Graeme Robertson, Shivam Shah                        |
| 13: 16 zespołów                                                          | 3                                                                        | Holandia Rik van Leeuwen, Lotte Leufkens, Vincent Nab, Rens Philipsen, Thijs Verbeek, Ernst Wackwitz                     |
| 12: 18 zespołów                                                          | 2008, 2 do 18 października, Pekin, (Chiny)                               | 2008, 2 do 18 października, Pekin, (Chiny)                                                                               |
| 12: 18 zespołów                                                          | 1                                                                        | Francja Arion Canonne, Pierre Franceschetti, Alexandre Kilani, Aymeric Lebatteux, Nicolas Lhuissier, Cédric Lorenzini    |
| 12: 18 zespołów                                                          | 2                                                                        | Anglia Adam Hickman, Edward Jones, Daniel Mcintosh, Robert Myers, Benjamin Paske, Thomas Paske                           |
| 12: 18 zespołów                                                          | 3                                                                        | Chiny Chen Simin, Chen Yichao, Dong Chunhui, Hu Junjie, Jiang Yujie, Song Qi                                             |
| 12: 18 zespołów                                                          | 9                                                                        | Polska Bartłomiej Igła, Paweł Jassem, Artur Marek Machno, Joanna Krawczyk, Piotr Tuczyński, Piotr Zatorski               |
| 11: 16 zespołów                                                          | 2006, 29 lipca do 8 sierpnia, Bangkok, (Tajlandia)                       | 2006, 29 lipca do 8 sierpnia, Bangkok, (Tajlandia)                                                                       |
| 11: 16 zespołów                                                          | 1                                                                        | Izrael Eliran Argelazi, Allon Birman, Deror Padon, Ron Segev, Dana Tal, Bar Tarnovski                                    |
| 11: 16 zespołów                                                          | 2                                                                        | Łotwa Jurijs Balasovs, Janis Bethers, Peteris Bethers, Adrians Imsa, Martins Lorencs                                     |
| 11: 16 zespołów                                                          | 3                                                                        | Polska Piotr Butryn, Bartłomiej Igła, Artur Marek Machno, Maciej Sikora, Joanna Krawczyk, Artur Wasiak                   |
| 9: 6 zespołów                                                            | 2003, 19 do 28 sierpnia, Paryż, (Francja)                                | 2003, 19 do 28 sierpnia, Paryż, (Francja)                                                                                |
| 9: 6 zespołów                                                            | 1                                                                        | Polska Marcin Malesa, Piotr Nawrocki, Filip Nizioł, Michał Nowosadzki, Przemysław Piotrowski, Jan Sikora                 |
| 9: 6 zespołów                                                            | 2                                                                        | Izrael Eliran Argelazi, Eran Assaraf, Allon Birman, Gilad Ofir                                                           |
| 9: 6 zespołów                                                            | 3                                                                        | Norwegia Petter Eide, Espen Lindqvist, Allan Livgard, Steffen Fredrik Simonsen                                           |

## Kategoria Dziewcząt
| Kategoria Dziewcząt. Miejsca medalowe i pozycje polskich drużyn | Kategoria Dziewcząt. Miejsca medalowe i pozycje polskich drużyn | Kategoria Dziewcząt. Miejsca medalowe i pozycje polskich drużyn                                                      |
| Lp                                                              | Miejsce                                                         | Zespół i skład |
| --------------------------------------------------------------- | --------------------------------------------------------------- | --- |
| 15: 13 zespołów                                                 | 2014, 13 do 23 sierpnia, Stambuł, (Turcja)                      | 2014, 13 do 23 sierpnia, Stambuł, (Turcja)                                                                           |
| 15: 13 zespołów                                                 | 1                                                               | Francja Jessie Carbonneaux, Anaïs Leleu, Jennifer Mourgues, Anne-Laure Tartarin, Aurélie Thizy, Mathilde Thuillez    |
| 15: 13 zespołów                                                 | 2                                                               | Chiny Chen Li, Fu Bo, Li Hanxiao, Li Xinyi, Wu Qihao, Zhao Bing                                                      |
| 15: 13 zespołów                                                 | 3                                                               | Włochy Giorgia Botta, Caterina Burgio, Federica Buttò, Margherita Chavarria, Margherita Costa, Michela Salvato       |
| 15: 13 zespołów                                                 | 5                                                               | Polska Zofia Bałdysz, Olga Długosz, Aleksandra Jarosz, Anna Maduzia, Agnieszka Szczypczyk, Justyna Żmuda             |
| 14: 10 zespołów                                                 | 2012, 25 lipca do 4 sierpnia, Taicang, (Chiny)                  | 2012, 25 lipca do 4 sierpnia, Taicang, (Chiny)                                                                       |
| 14: 10 zespołów                                                 | 1                                                               | Polska Katarzyna Dufrat, Magdalena Holeksa, Danuta Kazmucha, Natalia Sakowska, Kamila Wesołowska, Justyna Żmuda      |
| 14: 10 zespołów                                                 | 2                                                               | Holandia Natalia Banaś, Judith Nab, Jamilla Spangenberg, Sigrid Spangenberg, Magdaléna Tichá, Janneke Wackwitz       |
| 14: 10 zespołów                                                 | 3                                                               | Włochy Giorgia Botta, Federica Buttò, Margherita Chavarria, Margherita Costa, Flavia Lanzuisi, Michela Salvato       |
| 13: 4 zespoły                                                   | 2010, 1 do 16 października, Filadelfia, (USA)                   | 2010, 1 do 16 października, Filadelfia, (USA)                                                                        |
| 13: 4 zespoły                                                   | 1                                                               | Polska Ewa Agnieszka Grabowska, Magdalena Holeksa, Danuta Kazmucha, Natalia Sakowska, Joanna Krawczyk, Justyna Żmuda |
| 13: 4 zespoły                                                   | 2                                                               | Francja Marion Canonne, Jessie Carbonneaux, Claire Chaugny, Carole Puillet, Aurélie Thizy                            |
| 13: 4 zespoły                                                   | 3                                                               | Chiny Chang Xiufen, Li Xing, Liu Yanjiao, Meng Wei, Peng Lulu                                                        |

## Kategoria Juniorów Najmłodszych (U15)
| Kategoria Dzieci. Miejsca medalowe i pozycje polskich drużyn | Kategoria Dzieci. Miejsca medalowe i pozycje polskich drużyn      | Kategoria Dzieci. Miejsca medalowe i pozycje polskich drużyn                                           |
| Lp                                                           | Miejsce                                                           | Zespół i skład                                                                                         |
| ------------------------------------------------------------ | ----------------------------------------------------------------- | --- |
| 15: 7 zespołów                                               | 2014, 13 do 23 sierpnia, Stambuł, (Turcja) – zawody zaproszeniowe | 2014, 13 do 23 sierpnia, Stambuł, (Turcja) – zawody zaproszeniowe                                      |
| 15: 7 zespołów                                               | 1                                                                 | Polska Michał Kaleta, Kacper Kopka, Michał Maszenda, Jakub Patreuha, Patryk Patreuha, Tomasz Pawełczyk |
| 15: 7 zespołów                                               | 2                                                                 | Francja Luc Bellicaud, Théo Guillemin, Romaric Guth, Victor Le Lez                                     |
| 15: 7 zespołów                                               | 3                                                                 | Chiny Cheng Zhiyu, Fang Dongke, Jiang Baozhuo, Randy Pan, Shen Jiahe, Wang Zihan                       |